# Dilatazione (medicina)
La   dilatazione in campo medico, è un aumento del diametro di un'apertura del corpo, essa può essere naturale o imposta.

## Natura
- Fisiologica, le dilatazioni dell'organismo costituiscono le normali risposte dell'organismo ad una stimolazione esterna (improvvisa diminuzione di luce, parto, ecc)
- Farmacologica, molti farmaci possono imporre all'organismo la risposta
- Strumentistica, utilizzata in determinati interventi chirurgici, si utilizza un dilatatore.

## Tipologia
Alcune forme sono molto comuni, fra cui:
- Dilatazione cervicale, quella che si ha durante il travaglio del parto (ad apertura completa la dilatazione arriva a 10 cm)
- Dilatazione delle narici, l'ampliamento delle narici che avviene durante l'inspirazione. Può essere un segno di una difficoltà di respirazione.

### Patologie
Alcune patologie si manifestano anche con la dilatazione, generalmente di un organo o di un tessuto muscolare, dovuto ad elementi di disturbo, fra le più comuni: 
- Dilatazione del cuore, che comporta solitamente ad uno scompenso cardiaco (cardiomiopatia dilatativa) o embolia polmonare
- Dilatazione tossica del colon, una complicanza della colite amebica.

## Interventi chirurgici
La dilatazione e raschiamento (o dilatazione e curretage) è un esame che prevede in seguito alla dilatazione della cervice uterina l'intervento chirurgico del raschiamento, può essere anche frazionato.